# TCR International Series

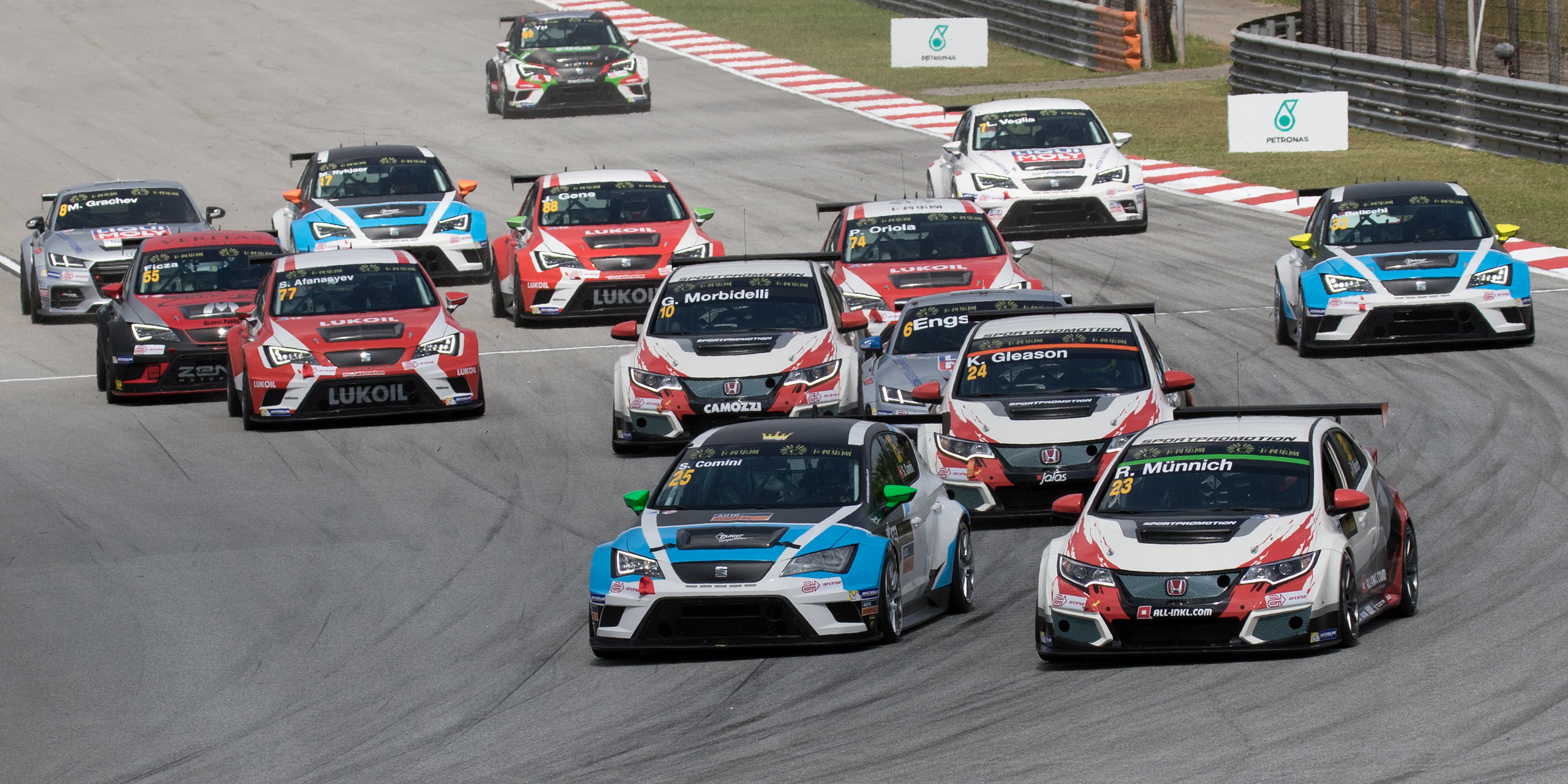
Start des ersten TCR-Rennens in Sepang 2015

Die TCR International Series war eine Automobilrennserie für Tourenwagen der TCR-Kategorie. Sie wurde erstmals 2015 ausgetragen und von Marcello Lotti promotet. Zur Saison 2018 fusionierte die TCR International Series mit der Tourenwagen-Weltmeisterschaft (WTCC) zum FIA-Tourenwagen-Weltcup (WTCR), der ebenfalls mit Fahrzeugen nach dem TCR-Reglement ausgetragen wird.

## Geschichte
Nach Einführung der TCR-Klasse (ursprünglich unter dem Namen TC3) 2014 gab die FIA Pläne zu einer internationalen Tourenwagenmeisterschaft bekannt. Marcello Lotti, der ehemalige Promoter der Tourenwagen-Weltmeisterschaft, wurde mit der Organisation der Serie beauftragt. Die TCR International Series war eine vergleichsweise günstige, weltweit ausgetragene Meisterschaft. Sie fand in Asien und Europa statt und wurde zum Teil im Rahmen der Formel-1-Weltmeisterschaft ausgetragen.
Fahrzeuge in der TCR International Series kosteten inklusive Motor zwischen 70.000 und 90.000 Euro.
Erster Meister der TCR-Serie wurde der Schweizer Stefano Comini auf einem Seat Leon TCR des italienischen Teams Target Competition, das auch die Teamwertung gewann. Im darauffolgenden Jahr konnte Comini seinen Titel auf einem Golf GTI TCR des Teams Leopard Racing verteidigen, Teammeister wurde das Team Craft-Bamboo Lukoil. 2017 wechselte Comini erneut das Team und fuhr für Comtoyou Racing einen Audi RS 3 LMS. Mit diesem erreichte er jedoch nicht seinen dritten Titelgewinn in Folge, sondern wurde hinter seinem Vorjahres-Teamkollegen Jean-Karl Vernay Vize-Meister. Für Leopard Racing war es der zweite Fahrertitel in Folge, die Teamwertung entschied diesmal M1RA für sich.
Seit der Saison 2018 wird der FIA-Tourenwagen-Weltcup (WTCR) ausgetragen. Dieser ging aus der Fusion der TCR International Series mit der Tourenwagen-Weltmeisterschaft hervor. Bei den technischen Regularien wird das TCR-(TCN2)-Reglement übernommen. Da das TCR-Konzept Kundensport vorsieht, sind in der WTCR keine Werksteams möglich, weswegen die FIA den Weltmeisterschaftsstatus nicht weiter ausschreiben konnte.

## Rennstrecken

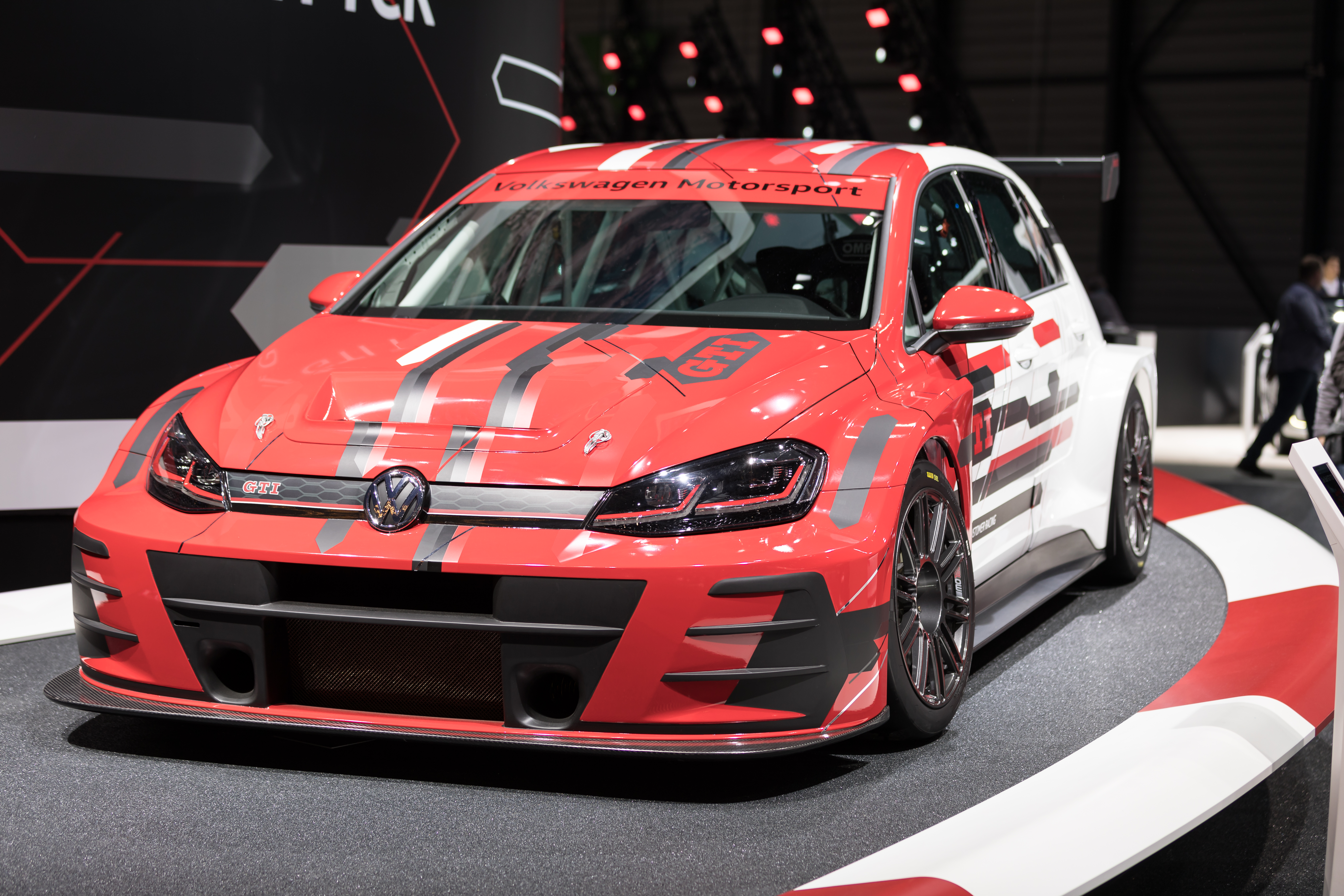
VW Golf GTI TCR

## Technische Regularien
siehe: TCR (Tourenwagen)#Technische Regularien

## Zugelassene Fahrzeuge
siehe: TCR (Tourenwagen)#Zugelassene Fahrzeuge

## Statistik
| Jahr | Sieger           | Sieger      | Zweiter      | Zweiter     | Dritter          | Dritter     |                          | Teamwertung     | Fahrzeug |
| ---- | ---------------- | ----------- | ------------ | ----------- | ---------------- | ----------- | ------------------------ | --------------- | -------- |
| 2015 | Stefano Comini   | Seat Leon   | Pepe Oriola  | Seat Leon   | Jordi Gene       | Seat Leon   | Target Competition       |                 |          |
| 2016 | Stefano Comini   | VW Golf GTI | James Nash   | Seat Leon   | Jean-Karl Vernay | VW Golf GTI | Team Craft-Bamboo Lukoil | Seat Leon TCR   |          |
| 2017 | Jean-Karl Vernay | VW Golf GTI | Attila Tassi | Honda Civic | Stefano Comini   | VW Golf GTI | M1RA                     | VW Golf GTI TCR |          |